# À vendre (nouvelle)
Pour les articles homonymes, voir À vendre.
À vendre est une nouvelle de Guy de Maupassant, parue en 1885.

## Historique
La nouvelle est publiée initialement dans le quotidien Le Figaro du 5 janvier 1885, avant d'être reprise la même année dans le recueil Monsieur Parent.

## Résumé
En se promenant dans les environs de Quimperlé, le narrateur trouve au fond d'une plage étroite et ronde une jolie maison en vente. La maison appartient à Monsieur Tournelle mais il ne se trouvait pas ici. Le narrateur posât des questions à la dame qui lui ouvrit la porte. Après toutes ces réponses, le narrateur partit en courant en prenant une photo d'une Dame en se disant qu'il la connaissait et partit à sa recherche.   

## Éditions
- Le Figaro, 1885
- Monsieur Parent, recueil  paru en 1885 chez l'éditeur Paul Ollendorff.
- Maupassant, Contes et Nouvelles, tome II, texte établi et annoté par Louis Forestier, éditions Gallimard, Bibliothèque de la Pléiade, 1979.